# Eric Snow
Pour les articles homonymes, voir Snow.
Eric Snow (né le 24 avril 1973) est un ancien joueur américain de basket-ball. Il jouait au poste de meneur en NBA. Il mesure 1,91 m.
Snow a joué pour les SuperSonics de Seattle, puis les 76ers de Philadelphie et enfin les Cavaliers de Cleveland avant d'arrêter sa carrière à la suite d'une blessure au genou.

## Palmarès
- NBA All-Defensive Second Team 2002-2003.
- J. Walter Kennedy Citizenship Award en 2005

Finales NBA en 1996 avec les SuperSonics de Seattle, en 2001 avec les 76ers de Philadelphie et en 2007 avec les Cavaliers de Cleveland.